# Commandeur (koloniaal bestuurder)
Een commandeur was de titel van de koloniaal bestuurder van verscheidene gebieden van de Vereenigde Oostindische Compagnie en van de West-Indische Compagnie. Dit was in gebieden die minder belangrijk waren en waar geen territoriaal gezag werd uitgeoefend. Het dagelijks bestuur lag in handen van deze commandeur.
De titel is te vergelijken met functies als opperhoofd, gezaghebber en resident.
Gebieden met een commandeur waren
VOC:
- Sumatra's Westkust
- Bantam
- Kaapkolonie (tot 1691)
- Malabar

WIC:
- Sint Eustatius, Saba en Sint Maarten
- Berbice